# تجمعات محافظة اللاذقية السكانية
محافظة اللاذقية تاسع محافظات سوريا من حيث عدد السكان بتعداد قدره (1,207,000) نسمة يشكلون ما نسبته 5.1% من إجمالي تعداد سكان سوريا ، 
تعد مدينة اللاذقية أكبر تجمّع سكانيّ في المحافظة بتعداد قدره (383,786) نسمة، تليها مدن: جبلة بتعداد قدره (53,989) نسمة والقرداحة بتعداد قدره (8,671) نسمة وبلدتي سقوبين بتعداد قدره (6,379) نسمة وبيت ياشوط بتعداد قدره (6,115) نسمة 
، بلغ تعداد التجمّعات السكانيّة في محافظة اللاذقية العام 2004 أكثر من 445 تجمّع سكنيّ ما بين مدينة وبلدة وبلديّة وحي وقرية ومزرعة.

## تجمعات محافظة اللاذقية السكانية

### منطقة اللاذقية
- ناحية مركز اللاذقية: بكسا، برج القصب، جناتا، كرسانا، اللاذقية، المغريط، مشيرفة الساموك، القنجرة، روضو، الشامية، سنجوان، سقوبين، ستمرخو.
- ناحية البهلولية: العمرونية، البهلولية، برابشبو، بدميون، عين اللبن، فدره، جبريون، الجنديرية، الكركيت، قبارصية، القرامه، رويسة قسيس، السفكون، الزوبار، الجبصينة (خربة الستراك)، دغريون.
- ناحية ربيعة: عالية (قروجة)، البيضاء (أغجة باير)، دير حنا، الدرة (قولجق)، عين عيسى (عين بنار)، غمام، الحمراء (قزلجورة)، حلوة (شرن)، جورة الماء، الخضراء (كوكطاغ)، كبير تحتاني، المطلة (الزويك)، القصب، ربيعة، ريحانة (مصيبين)، الريم (دغمشلية)، الصباحية (الكنديسة)، السامرة (سللور)، السودة (قرة جاغز)، شحرورة (شمروران)، سكرية.
- ناحية عين البيضا: برج إسلام، عين البيضة، الجوزية، خربة الجوزية، الكنيسات، ماخوس، مشقيتا، القادرية (برنة)، قسمين، القلوف، رويسة قسمين، صليب التركمان، السرسكية، الصفصاف، الشبطلية، سولاس، التربة، زغارو، الدروقيات، الصنوبرة.
- ناحية قسطل معاف: البدروسية، بللورة (بللوران)، بيت عوان، الدفلة (قره طاطا)، الضامات، الفلاح (قره فلاح)، الغسانية (كشيش)، الحراجية (قرة جالية، العيسوية (عيسى بكلي)، المزرعة، قسطل معاف، الريانة (الشامرلية)، السرايا، الشيخ حسن (فاقي حسن)، الصوانيق (باطاش، أم الطيور (طرنجة)، زغرين، زنزف، زيتونة (زيتونجوك).
- ناحية كسب: كسب، المشرفة (بغجنفاز).
- ناحية هنادي: البصة، دبا، فديو، هنادي، خلالة، مزار القطرية، القطرية، شاميه المهالبة، شيخ الحمى، الشير، الصنوبر، ستخريس، الخرنوبة، الشلفاطية.

### منطقة جبلة
- ناحية مركز جبلة: عرب الملك (جركس)، الأشرفية، بطرة، البرجال، بسيسين، بستان الباشا، درغامو، غنيري، حميميم، الحويز، العيدية، جبلة، كفر دبيل،  بخضرمو التحتا، المتركية، المعيصرة، القبو، رأس العين (جوار البقر)، رويسة الحجل، الشراشير، سيانو، الزهيرات، العسالية، القبيسية الشرقية، برزين، بستان الجامع، بيلي، جفتلك، دوير الشوا.
- ناحية عين الشرقية: قلعة بني قحطان، بطارة، بيت الفي، بترياس، عين الشرقية، الفتيح، حرف متور، حوران البودي، جوب ياشوط، كرم الزيادية، المرادسية، متور، القلايع، قصابين، قرن حليه، ريحانة متور، الرويسة، زاما، الزيادية، السكينة، ضهر بركات، فلستو.
- ناحية القطيلبية: بعبده، البراعم (بريعين)، البرازين، برقة، بسطوير، بيت العلوني، بشراغي، بطشاح، بتمانا، بسنديانة، بسوطر، درمينه، دوير بعبده، دوير بسنديانة، حمام القراحلة، جيبول، الكرامة (كنكارو)، خرايب سالم، المنصورة (الزوية)، العقيبة، العريقيب، قرفيص، القطيلبية، الربوة (حربوق)، سربيون، السخابة، تل حويري، الزهراء (سنقونس)، الجبيلية، بجرنة، بسنة، كرم الرحمة.
- ناحية عين شقاق: عرمتي، بقرية، بشكوح، البشراح، البودي، ديروتان، ديرونة، عين شقاق، النزهة (بتغرامو)، الروضة (بنجارو)، الثورة (خربة المرداسية)، الطويشرة، بيت حجيرة، سباهي (نبع العسل)، وادي ضاهر.
- ناحية الدالية: بطموش، بيت عانا، الدالية، عين غنام، حرف الساري، معرن، المشيرفة، القصيبة، سلمية، التلازيق، وادي القلع، المشتية، فويرسات شرقية، فويرسات غربية.
- ناحية بيت ياشوط: بيت ياشوط (عين قيطة)، بسمالخ، بشيلي، عين قطعة، عين سالم، حلبكو، حله عارا، جوفين، الكروم، المنيزلة.

### منطقة الحفة
- ناحية مركز الحفة: الحفة، بابنا، غرناطة، الحميدية، الحارة، خربة هيشون، منجيلا، ميسلون (شير القاق)، العذرية، القادسية (جنكيل)، قشبة، قريماني، رقيق، رسيون الحفة، صمنديل، السامية، شريفا، تشرين (دفيل)، وطي الرامة، زنقوفة، الدوحة، الرابية (بكاس)، المختارية، حرف السلكين.
- ناحية صلنفة: عرامو، باب عبد الله، باب جنة، البلاطة، بلوطة، بارودة، بيرين، بشمانا، دريوس، ديرتوما، دورين، عين طنطاش، كفر دلبة، كرافيش، مجدل صالح، مرج خوخة، مارونية دالي (بريم)، المريح، أوبين، صلنفة، سلمى، الشوح ( بلتعة)، ترتياح، الكوم فوقاني، الهريادي، لقماني.
- ناحية عين التينة: بستا، بيادر الدرة، عين التينة، حبيت، جبلايا، الجديدة، كرس، خالدية خدللو، ليفين، نبع الخندق، الحويز، جوبة نجم.
- ناحية كنسبا: عكو، آره، عرافيت، أرض الوطى، باشورة، بيت الشكوحي، بمشرفة، بروما، ديرونة الأكراد، دويركة، عيدو، عين العشرة، عين الحور، عين القنطرة، غنيمية، حدادة، الحمرات، حكرو، كباني، كدين، كفرتة، كنسبا، كارورة، كورت، مجدل كيخيا، مرج الزاوية، مزين، عوينات، شلف، تلا، طعوما، وادي باصور، وادي الشيخان، خان تحتاني، كفرية.
- ناحية مزيرعة: بيت جيرو، دير ماما، الدرباشية، ديفة، دوير الشلف، حطين (أمبراتو)، جنجانية، كرم المعصرة، كيمين، الليسونية، مرديدو، المصلا، مصيص، مليو، المشيرفة، مزيرعة، القاقعية، قويقة، الرامة، الروضة (طرجانو)، الرجم، الرويمية، رويسة هليل، السراج، ياسمين (ياسنس)، الزهراء (بطرنس، زنبورة، الشبل.

### منطقة القرداحة
- ناحية مركز القرداحة: القرداحة، بني عيسى، الباسل (اليابسة)، بحواريا، بكراما، بحمرة، بشلاما، بشرية، بسين، البيطار، بسوت، الدبيقة، دير دوما، دير حنا، دويرتان، عين العروس، أسطمنا، غلميسة، حرف رضوة، جديدة، جرماتي، كلماخو، مرج معيربان، مرج موسى، مركيه، المتن، الميسة، المران، مريجات، نيننتي، نينة، عوينة الريحان، قللورية، قاموع (كفر دبيل)، القرامة، القطلبة، رأس القللورية، رسيون، رويسة عفيف، رويسه بدرية، رويسة البساتنة، سفرقية، سللورين، سلاغو، الأسد، الثورة، المروش، خربة أبو خسرف، دير إبراهيم، ديرونة، قويقة.
- ناحية حرف المسيترة: العامود، عرقوب، عروسة الجبل، الدليبات، عين الحيات، فرشات، حرف المسيترة، القرندح، شنبوطين.
- ناحية الفاخورة: أسطامو، البسطيرون، بحوراة، بين سوهين، بصراما، بقيلون، بستان البركة، دباش، الفاخورة، غيو، الحسانية، كفرز، خشخاشة، معلقة، نقورو، القلمون، قمين، ترمي، دير زينون (وطي دير زينون)، يرتة، اللدينة، بسيقة الغربية، جبيرية، مرخو.
- ناحية جوبة برغال: عنانيب، الأريزة، البلاط، فرزلا، جوبة برغال، خربة السنديانة، خريبيات القلعة، قلعة المهالبة، مليخ، قرير، الروابي الخضر (البور)، زنيو.

## وصلات خارجية
- وزارة الإدارة المحليّة السوريّة
- المركز الإحصائي السوري